# 20:e århundradets När Var Hur
20:e århundradets När Var Hur är en bok från 1999, som handlar om 1900-talet, sett ur ett svenskt perspektiv. Redaktör är Bernt Himmelstedt och varje kapitel motsvarar ett decennium, men även andra kapitel förekommer. Längst bak finns statistik, med sportresultat, politiska valresultat och kartor över Europa samt några serier.
Decenniekapitlen har både löpande text och årtalslistor. I listorna nämns alltid först i vilket land något händer, sedan händelse och datum.

## Kapitel
- Förord
- Decenniekrönika 1900-1909
- Decenniekrönika 1910-1919
- Decenniekrönika 1920-1929
- Decenniekrönika 1930-1039
- Decenniekrönika 1940-1949
- Decenniekrönika 1950-1959
- Decenniekrönika 1960-1969
- Decenniekrönika 1970-1979
- Decenniekrönika 1980-1989
- Decenniekrönika 1990-1999
- 1900-talets maktspel i Sverige
- Teknikrevolutionen på gott och ont
- 1900-talslitteraturens utveckling
- Svensk 1900-talskonst
- Idrottens stora sekel
- Svensk film i med- och motgång
- Västvärldens drömfabrik
- Etermedierna – folkbildare och underhållare
- Rocken  - den nya musikformen
- Faktaspecial
- Personregister